# شربات مثلج

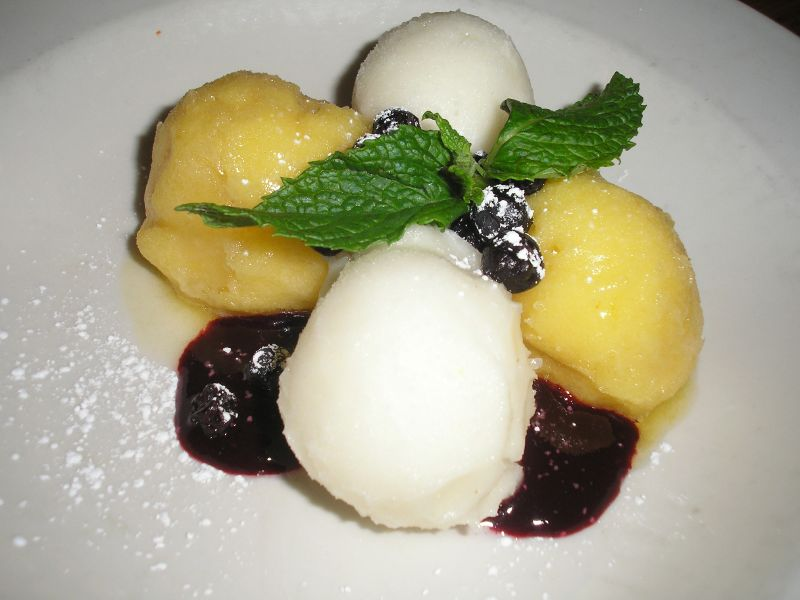
شربات مثلج

شربات مثلج (بالإنجليزية: Sorbet)‏ من المقبلات المثلجة يصنع من ماء مسكر بنكهة الفواكه (عصير و/أو عصيدة الفاكهة) وقد يضاف إليه العسل والنبيذ.
ويختلف عن الشربات في الشكل، يحث تقدم الشربات كمشروب. ويختلف عن المثلجات، لعدم استعمال الكريمة (الحليب والبيض) في إعداد الشربات المثلجة. 